# 西泉乡
西泉乡是中国陕西省商洛市山阳县下辖的一个乡。

## 行政区划
西泉乡下辖以下行政区：
泉河村、李家河村、茶胡岭村、蒿坪河村、青石沟村、两岔河村、西河村、正沟村、五沟村